# NGC 5065
NGC 5065 é uma galáxia espiral barrada (SBcd) localizada na direcção da constelação de Coma Berenices. Possui uma declinação de +31° 05' 32" e uma ascensão recta de 13 horas, 17 minutos e 30,6 segundos.
A galáxia NGC 5065 foi descoberta em 13 de Março de 1785 por William Herschel.